# Forte de Buenos Aires

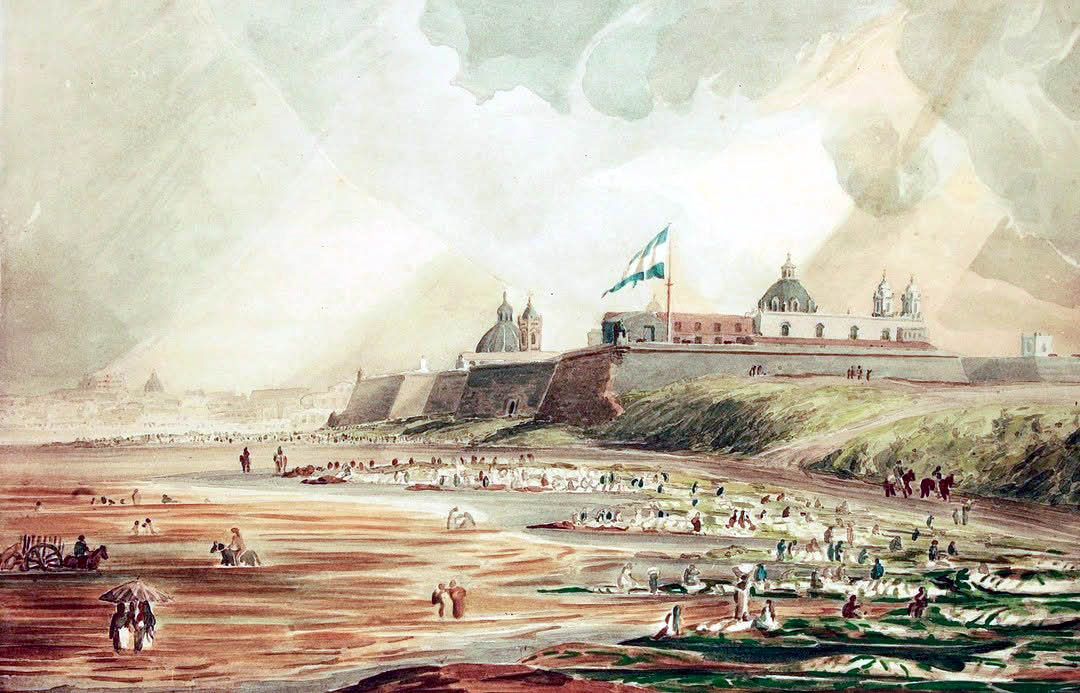
O Forte e a praia baixa, aquarela de Emeric Essex Vidal (1816), já com a bandeira argentina hasteada. A área da "praia baixa" foi aterrada no final do século XIX e corresponde atualmente ao bairro de Puerto Madero.

O Forte de Buenos Aires foi uma fortificação construída com o propósito de proteger a cidade de Buenos Aires e servir de sede para as autoridades locais durante o período colonial. Sua construção teve início em 1595 e, após diversas reformas e ampliações, foi concluída no início do século XVIII. A estrutura foi demolida em 1882. Inicialmente batizada como Real Fortaleza de Dom Juan Baltasar da Áustria, passou a ser conhecida, a partir do século XVII, como Castelo de São Miguel Arcanjo do Bom Aire.
A fortaleza localizava-se em uma margem elevada do Rio da Prata, a menos de cem metros da atual Praça de Maio, ocupando o mesmo terreno onde se encontra atualmente a Casa Rosada, sede do Poder Executivo da Argentina. Sua configuração incluía muralhas de pedra, um fosso circundante, ponte levadiça, baluartes armados com canhões e construções internas destinadas a funções administrativas e militares.
O viajante francês Acarete du Biscay, que visitou a cidade em 1658, forneceu uma descrição mais detalhada do forte à época:
Concebido originalmente como um instrumento de defesa contra ataques de piratas europeus — notadamente da Inglaterra, Países Baixos e Portugal —, o forte permaneceu sob administração das autoridades coloniais espanholas até os eventos da Revolução de Maio de 1810. Após a independência, continuou a ser utilizado pelos sucessivos governos argentinos até a sua demolição, ordenada durante o governo do presidente Julio Argentino Roca, em 1882. Fragmentos da antiga construção podem ser visitados atualmente no Museu da Casa Rosada.

## História

### Construção e evolução

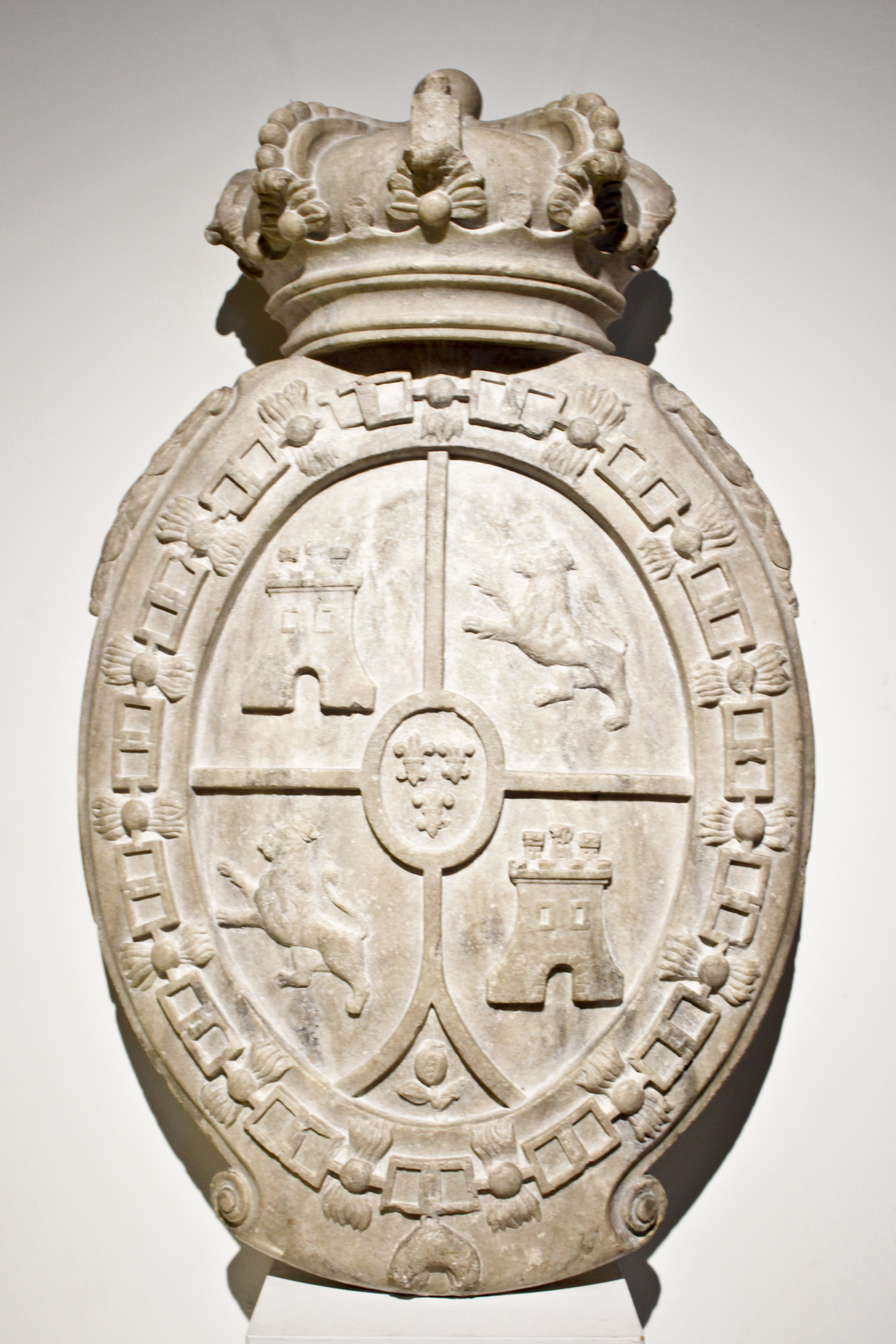
Escudo espanhol do século XVIII, em mármore, pertencente ao forte, atualmente exposto no Museu Casa Rosada.

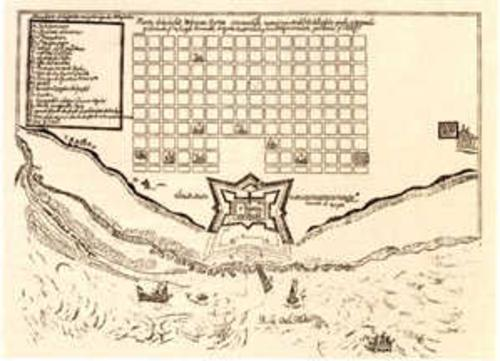
Planta da cidade de 1708 feita por José Bermúdez, com o forte visível.

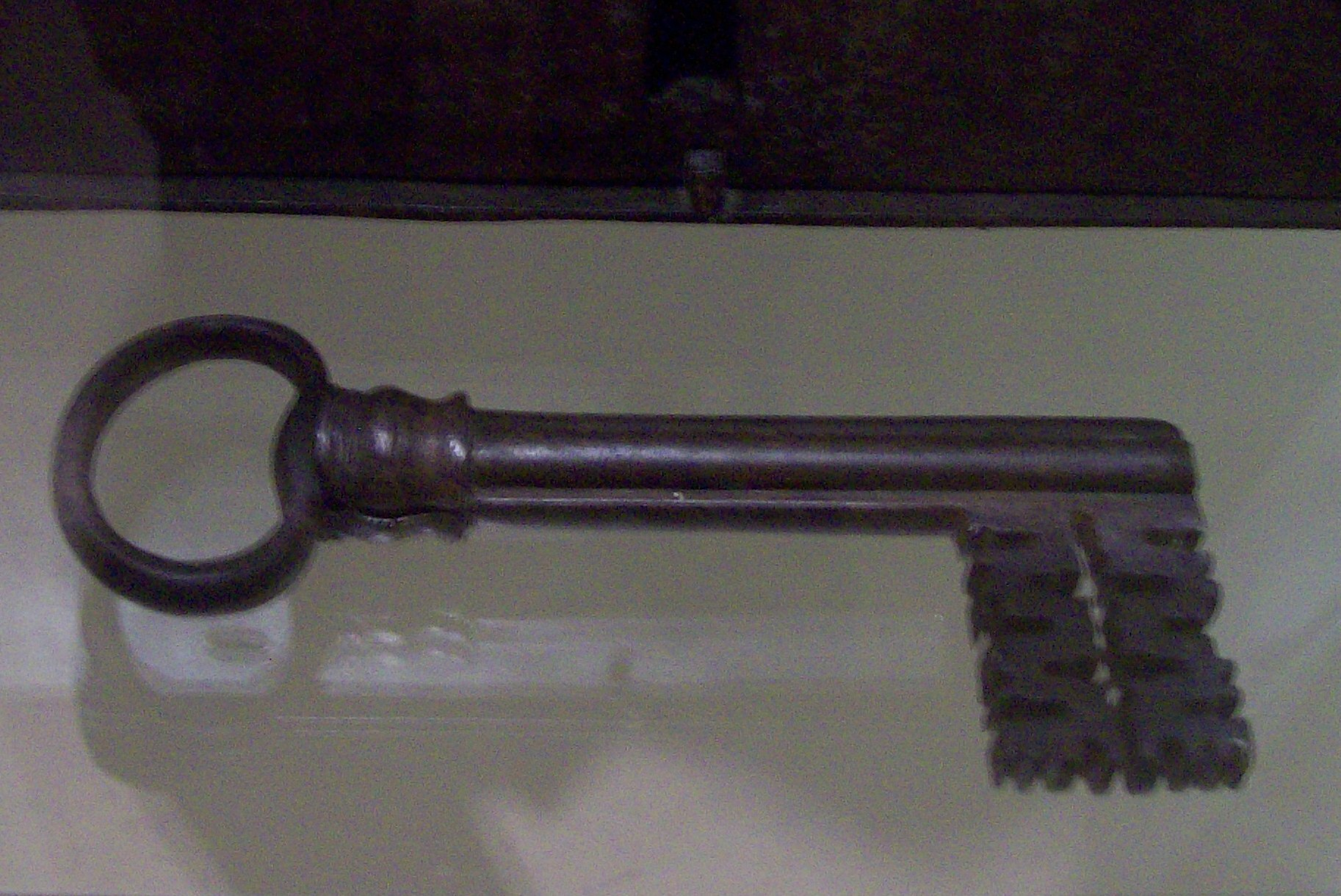
Chave de acesso ao forte.

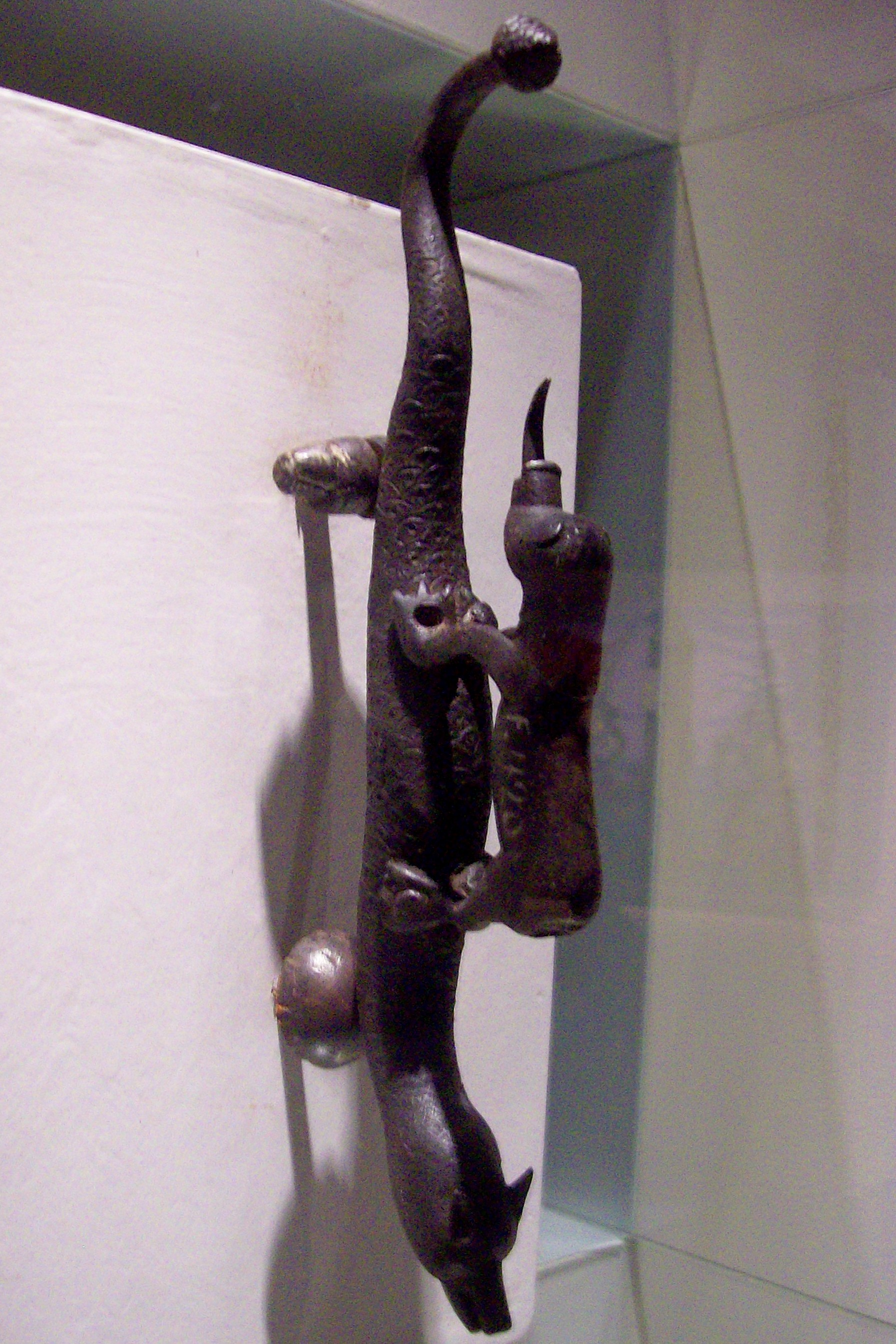
Aldraba pertencente ao forte.

De acordo com as Leis das Índias, a cidade de Buenos Aires, fundada por Juan de Garay em 1580 e nomeada por ele como «da Trindade», deveria contar com um forte às margens do Rio da Prata. Embora houvesse ameaças de corsários como Francis Drake, em 1577, Garay apenas destinou um terreno para a futura construção, sem dar início às obras.
Catorze anos depois, o governador Fernando Ortiz de Zárate relatou ao rei Filipe II de Espanha a presença de navios ingleses na costa do Brasil e o risco de incursões no Rio da Prata. Solicitou, então, autorização para erguer o forte, destacando a colaboração de habitantes de San Miguel de Tucumán na obra, diante da pobreza local e da escassez de mão de obra indígena. Na prática, a construção já havia sido iniciada quando a carta foi enviada.
A localização original, escolhida por Garay na parte oriental da Plaza Mayor, foi alterada para um terreno mais próximo do rio, hoje ocupado pela Casa Rosada, de modo a ampliar a praça central. O terreno havia sido originalmente concedido ao adelantado Juan de Torres de Vera y Aragón, que jamais o ocupou.
Batizada como «Real Fortaleza de Dom Juan Baltasar de Austria», a estrutura inicial possuía piso de terra batida e 150 varas de lado, cercada por muralhas de terra com fosso e oito canhões de curto alcance. Em 1657, contava com 150 soldados.
O governador Diego Rodríguez Valdez y de la Banda encontrou, em 1599, o forte em ruínas. Havia apenas os canhões soterrados e um sistema de ponte levadiça que ligava o forte à Plaza Mayor, preservado até o governo de Bernardino Rivadavia. No interior, localizavam-se os aposentos do governador, Casas Reais e armazéns.
Seu sucessor, Hernando Arias de Saavedra ("Hernandarias"), prosseguiu as obras em 1604, incluindo um mirante e dependências para a alfândega.
Com as frequentes incursões de piratas ingleses, franceses, portugueses, holandeses e dinamarqueses, o governador Diego Marín de Negrón propôs a reforma do forte em 1609, mas faleceu antes de executá-la. Coube a Hernandarias retomá-la, utilizando como mão de obra negros encarcerados e nove indígenas com suas famílias. Em 1618, o forte já contava com muralhas de talude e baluartes, erguidos com pedras da Ilha Martín García e madeira das Missões.
Apesar disso, em 1624, o governador Francisco de Céspedes expressou preocupação com a fragilidade do forte, construído apenas com «muros de terra solta», onde se encontravam algumas peças de artilharia. Seu sucessor, Pedro Esteban Dávila, reconstruiu a fortificação em 1631, mas esta também se revelou frágil. A alfândega localizava-se abaixo da fortaleza, sobre a margem do rio, e as enchentes acabaram por destruir os baluartes.
Em 1641, já sob a invocação de San Juan Baltasar de Austria, os baluartes haviam desaparecido. O governador Ventura Mujica comunicou à Corte que as «paredes de terra solta e desabadas» não ofereciam «defesa nem segurança aos soldados». Com exceção da construção das Cajas Reales em 1649, não houve quaisquer avanços significativos na estrutura.
Somente em 1667 o governador José Martínez de Salazar realizou melhorias substanciais no forte. Construiu uma paliçada para conter o desmoronamento da encosta, produziu cal e tijolos com mão de obra do presídio, e ergueu uma galeria de 150 por 20 pés destinada ao armazenamento de armas, além de uma ferraria, três baluartes, um armazém, fornos, silos e um fosso com 416 varas de circunferência e 46 pés de largura. A fortificação foi rebatizada como «San Miguel de Buenos Aires», e recebeu na entrada principal uma imagem do santo padroeiro, esculpida pelo português Manuel de Coyto, o mesmo autor do “Santo Cristo” venerado na Catedral Metropolitana de Buenos Aires.

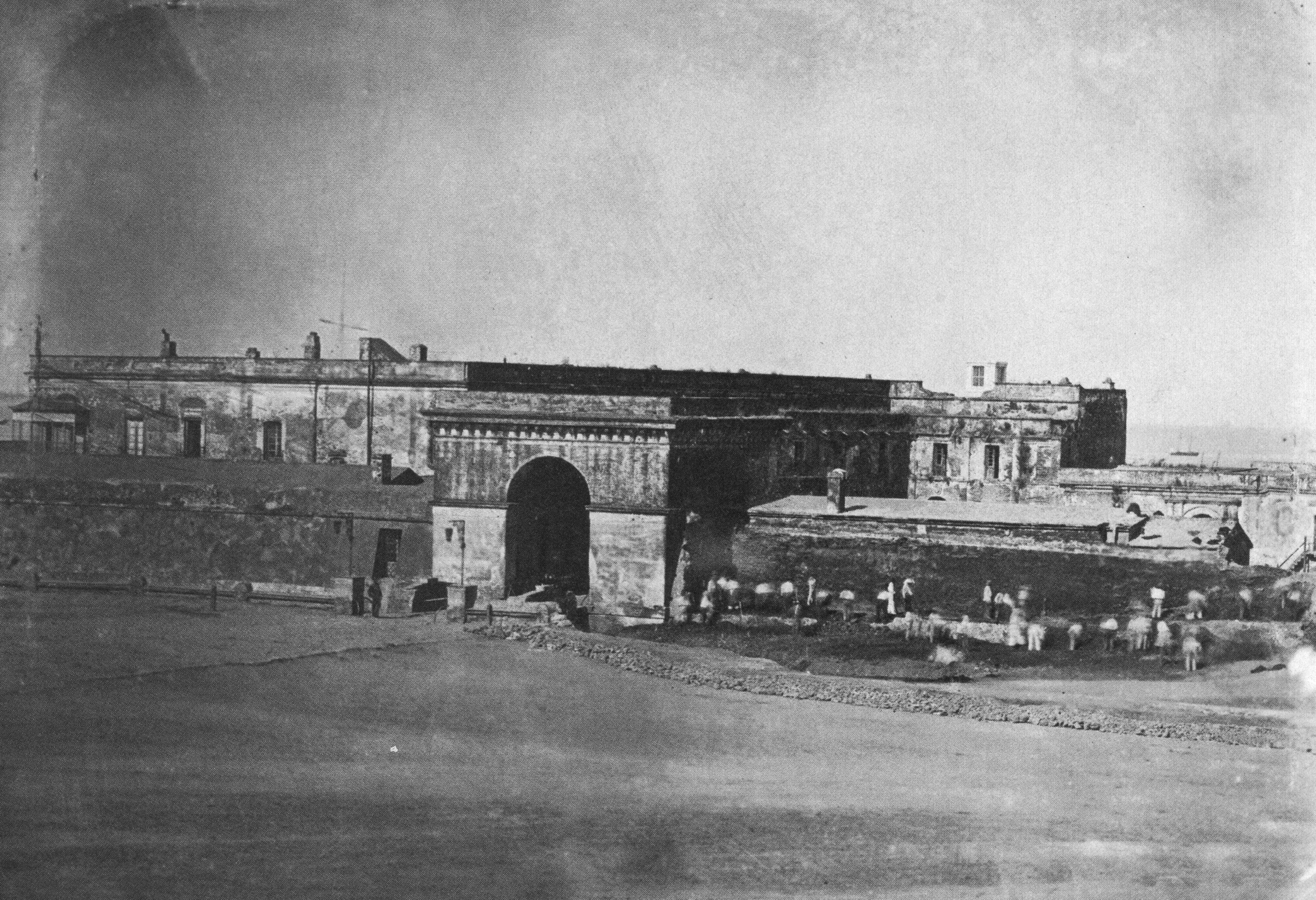
Daguerreótipo: o Forte de Buenos Aires por volta de 1853. À direita, observam-se manchas brancas difusas, que são os operários demolindo o lado sul.

Apesar das melhorias, ainda havia muito a ser feito, especialmente considerando a declaração do rei Filipe IV, que classificou o Porto de Buenos Aires como «a praça da América Espanhola mais cobiçada pelos Estados estrangeiros». Em 1674, o governador Andrés de Robles destacou diversas deficiências, entre elas o fato de o fosso ainda não estar concluído e a distância entre este e os alicerces além da muralha ser insuficiente para a movimentação da cavalaria. Empreendeu então diversas ações, como o reforço da muralha com 300 troncos de algarobeira alcatroados e a construção de suportes para os oito canhões de bronze.
Ainda assim, tanto em Buenos Aires quanto na Espanha, reconhecia-se que a localização do forte era pouco estratégica para fins defensivos, e que as construções erguidas ao seu redor comprometiam sua eficácia. Paralelamente, ergueu-se ao sul do forte, na foz do Riachuelo, um pequeno fortim denominado «San Sebastián».
Em 1618, o governador Diego de Góngora — o primeiro a administrar Buenos Aires como jurisdição separada de Assunção — estabeleceu uma organização militar mais séria e estruturada. Essa iniciativa foi complementada em 1631 por Pedro Esteban Dávila, com a criação do primeiro escalão militar formal. No século XVIII, o forte já contava com aproximadamente 800 homens, e o Real Corpo de Artilharia era responsável pela operação das peças do forte e das baterias costeiras.

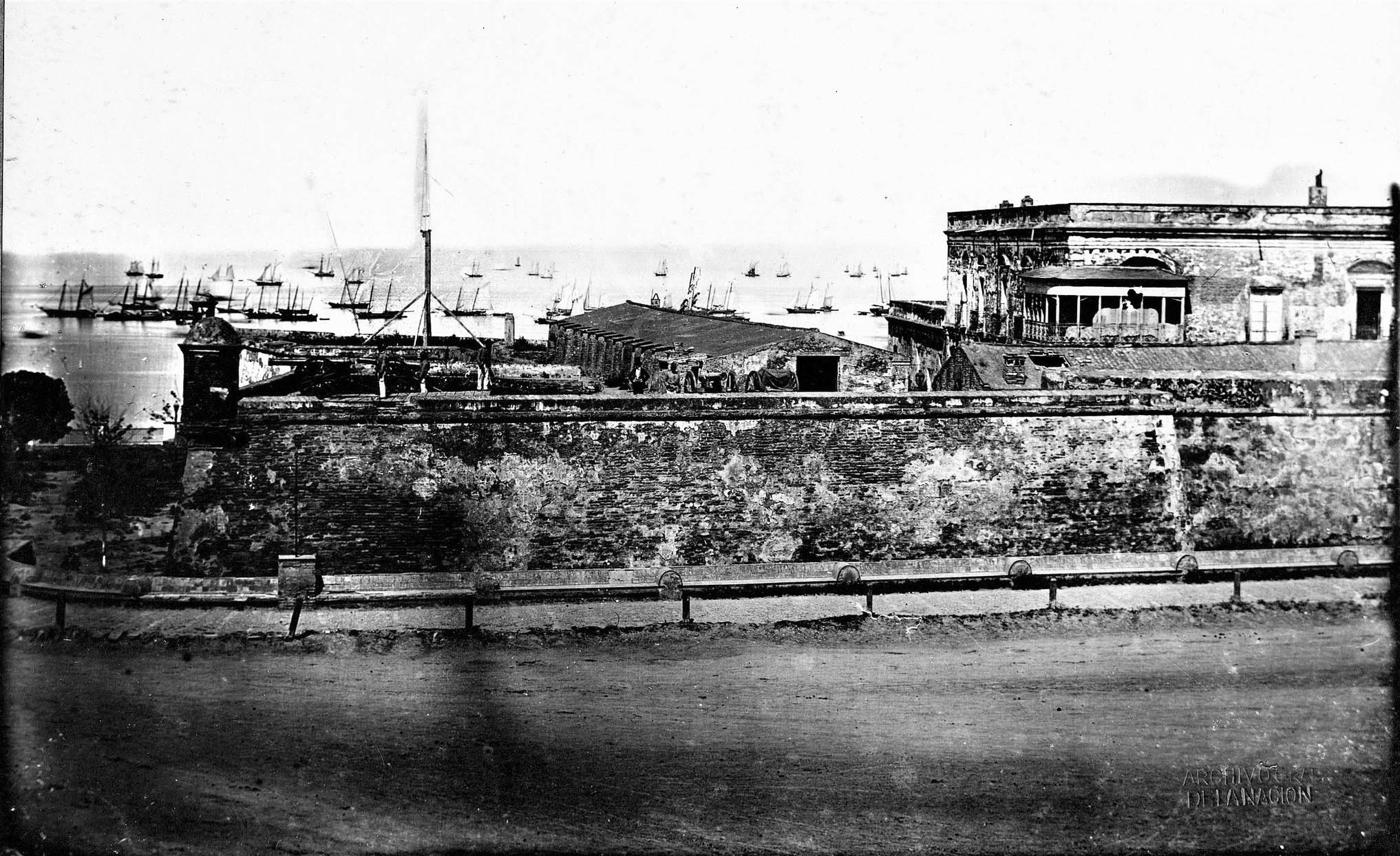
Ângulo noroeste do forte, provavelmente no mesmo dia do daguerreótipo anterior (ca. 1853). Vinte anos depois, o prédio à direita foi remodelado.

No início do século XVIII, seguindo os novos princípios da arquitetura militar europeia difundidos pelo engenheiro francês Vauban, decidiu-se reconstruir o forte. Entre 1708 e 1710, durante o governo de Manuel de Velazco y Tejada, o engenheiro José Bermúdez revestiu com pedra as muralhas nos lados sul e oeste. Pode-se considerar que a fortaleza só foi concluída de forma adequada em 1725, sob o governo de Bruno Mauricio de Zabala, pelo basco Domingo Petrarca — que também atuou nas defesas de Montevidéu — ao complementar a estrutura com uma muralha de pedra voltada para o rio e outras três, de tijolos espessos, nos demais lados.
Das muralhas sobressaíam canhões, e em cada um dos quatro cantos havia um baluarte e uma guarita cilíndrica destinada ao abrigo dos sentinelas. Com exceção da face voltada para o rio, o forte era circundado por um fosso inundável, que permaneceu até sua demolição, século e meio mais tarde. A entrada principal, com ponte levadiça, localizava-se no centro da muralha oeste. O forte possuía forma de quadrado irregular com baluartes angulados, maiores do lado voltado ao rio, e ocupava uma área total de 5 000 m².
Apesar de muito mais modesto, o forte apresentava as características típicas das fortificações da época, semelhantes às de Cartagena das Índias (Colômbia) ou San Juan (Porto Rico). Talvez a construção mais próxima, em termos de configuração e escala, fosse a Fortaleza de Santa Teresa, localizada na costa atlântica do atual Uruguai.
Com o passar do tempo, os arcos da estrutura cederam e os pilares passaram a apresentar risco de colapso, exigindo obras de reparo em 1757.
Em 1761, foi concluída uma nova residência para os governadores, cujo projeto havia sido elaborado dez anos antes por Diego Cardoso. Em 1766, reformaram-se as ruas que desciam em direção ao rio, e em 1768, Bartolomé Howell construiu o paredão da costa. Em 1784, o comandante de engenheiros Carlos Cabrer acrescentou uma capela ao conjunto, e no ano seguinte projetou o edifício da Real Audiência, com dois andares.
Em 1795, foi erguido o novo “Palácio dos Vice-reis”, ao lado do antigo edifício da Maestranza — conhecido como “Palácio Velho” —, o que permitiu acomodar as novas autoridades em suntuosas salas com varandas angulares do tipo de cajón, típicas da arquitetura de Lima. Projetado por José García Martínez de Cáceres e executado sob a direção de Francisco García Carrasco, o edifício é considerado o ponto culminante da arquitetura civil de Buenos Aires no final do século XVIII.
Em 1787, onze anos após o rei Carlos III elevar Buenos Aires à condição de capital do Vice-Reino do Rio da Prata, foi construído um novo Palácio dos Vice-reis, acompanhado da renovação de partes da fortaleza. As obras ficaram a cargo de José García de Cáceres, natural de Alicante, que em 1802 descreveu o forte da seguinte maneira:
Em 1803, as defesas voltadas para o porto foram reforçadas, e, do lado da praça, construiu-se um muro de tijolos sobre o fosso.
Nessa época, o forte já era praticamente obsoleto, uma vez que o próprio porto oferecia barreiras naturais à invasão: a baixa profundidade do rio e os bancos de areia obrigavam os navios a lançar âncora a vários quilômetros da costa, impedindo o desembarque imediato de tropas em caso de ataque.

### Últimos anos

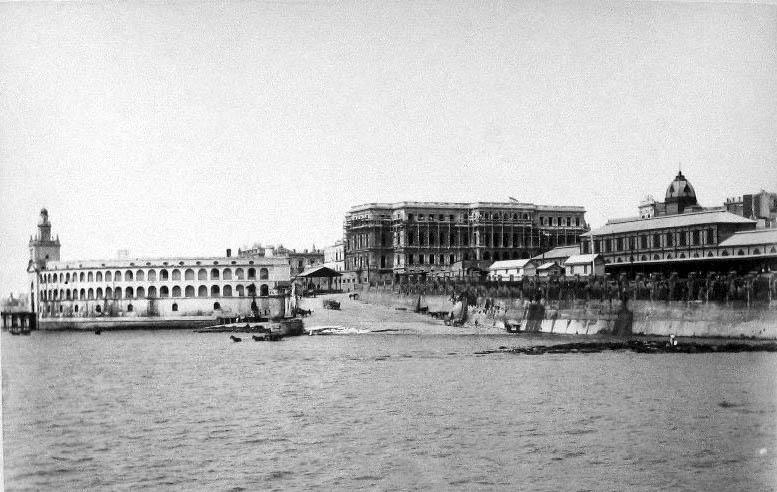
A Aduana Nova foi construída entre a sede do governo e a costa. Nesta fotografia de cerca de 1890, observa-se a fachada voltada para a rua Rivadavia em construção, a Estação Central de Buenos Aires e o acesso ao rio.

Embora o forte já não tivesse utilidade militar, continuava a representar um símbolo de poder e serviu como residência dos vice-reis até 1810. A partir desse ano, passou a ser utilizado como moradia e local de trabalho pelos líderes dos diversos governos nacionais.
Durante a Reconquista de Buenos Aires, em 1806, o forte foi ocupado por tropas britânicas. Os patriotas, liderados pelo matemático Felipe de Santenach, tentaram destruí-lo, mas não obtiveram êxito. Com a retomada da cidade pela população local, a permanência dos britânicos no forte tornou-se insustentável, pois manter-se ali significaria ficar exposto a um cerco iminente.
Entre 1826 e 1827, durante a presidência de Bernardino Rivadavia nas Províncias Unidas do Rio da Prata, foram realizadas diversas modificações na antiga fortaleza. O fosso foi aterrado, a ponte levadiça removida e o rastrilho substituído por um portão de ferro. A nova entrada adotou um estilo neoclássico, em forma de arco do triunfo, encimado por um barrete frígio, símbolo do republicanismo.
Segundo registros, em 1910 essa estrutura encontrava-se abandonada em uma residência no bairro de Constitución. Rivadavia também importou móveis de luxo da Europa para mobiliar os interiores do edifício.

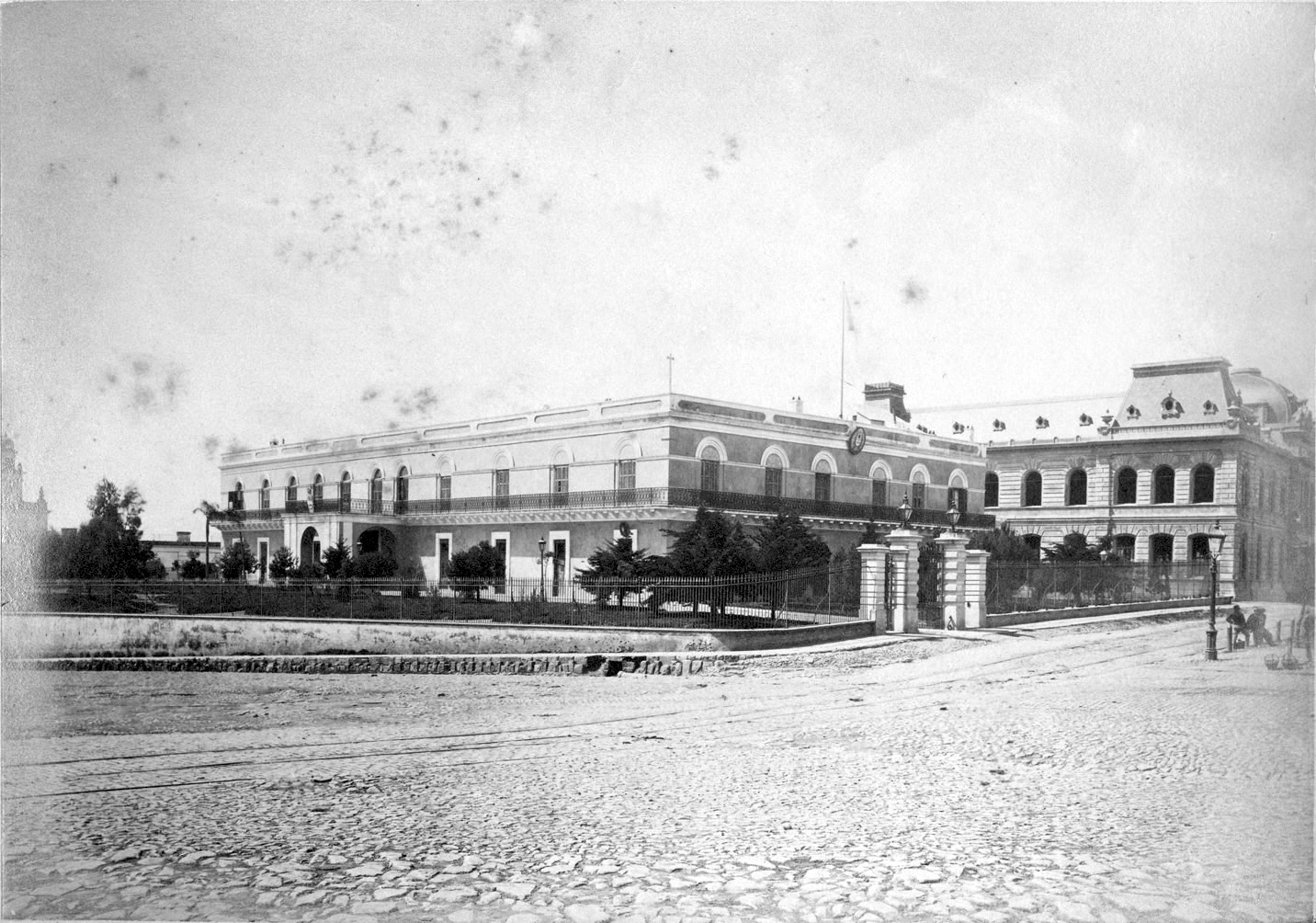
Casa Rosada original e edifício dos Correios, concluído por volta de 1876. (Foto: Christiano Junior).

Em 1835, durante o governo de Juan Manuel de Rosas, o forte passou a ser utilizado para alojar tropas. Nessa época, a sede do governo localizava-se na residência construída por Rosas no atual bairro de Palermo.

### Etapa da demolição
O forte voltou a abrigar a sede do governo em 1853, após a queda de Juan Manuel de Rosas, embora se encontrasse em péssimo estado de conservação. O governador Pastor Obligado recebeu autorização da Legislatura para demolir o lado sul — voltado para a atual rua Hipólito Yrigoyen — e derrubar as muralhas e baluartes remanescentes, com o objetivo de viabilizar a construção da Aduana Nova sobre áreas conquistadas ao rio por meio de aterros.
Essa nova estrutura, projetada pelo engenheiro Edward Taylor, foi erguida com a fachada voltada para o rio, nos fundos do antigo forte. O lado oeste da construção — voltado para a Casa de Governo — não se apoiava sobre a encosta, utilizando como pátio de manobras o antigo fosso do forte, que media mais de cem metros de comprimento. A parte posterior da Aduana, voltada para o que fora a fachada principal do forte, encontrava-se ao nível do solo, mas foi posteriormente soterrada por sucessivos aterros.
Restaram apenas o portão de entrada e os edifícios centrais, que foram reformados para servir novamente como sede do governo.

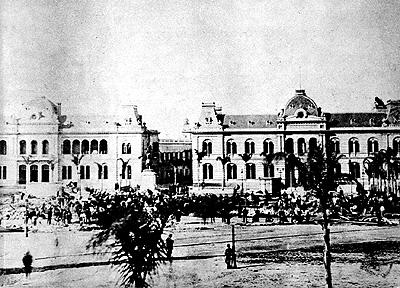
Os edifícios do governo (à esquerda) e dos correios (à direita), antes de sua unificação pelo arquiteto Tamburini. Foto por volta de 1885.

Em 1862, o presidente Bartolomé Mitre passou a ocupar o setor norte do antigo forte, utilizando-o como sede presidencial. Promoveu a restauração do edifício e criou um jardim em sua fachada.
Em 1867, o setor oposto — voltado para a atual Avenida Rivadavia — foi atingido por dois grandes incêndios. No ano seguinte, o presidente Domingo Faustino Sarmiento ordenou sua reparação e remodelação: acrescentou uma sacada no primeiro andar, cercou o edifício com um jardim e mandou pintá-lo de rosa. A partir de então, passou a ser conhecido como «Casa Rosada». A nova construção adotou um estilo italianizante, em contraste com os traços levemente neoclássicos da estrutura anterior.
Em 1873, para ocupar o setor sul — que permanecia vazio desde a demolição determinada por Pastor Obligado — o presidente Domingo Faustino Sarmiento, inspirado na arquitetura italiana e francesa do Renascimento, contratou o arquiteto sueco Carlos Kihlberg para projetar um edifício destinado aos serviços de Correios e Telégrafos, cuja construção foi concluída em 1879.
Em 1882, o presidente Julio Argentino Roca decidiu conferir simetria ao conjunto, acrescentando à antiga Casa dos Vice-reis uma fachada semelhante à do novo edifício dos Correios. As duas construções ficaram separadas apenas por uma rua. Para isso, foi contratado outro arquiteto sueco, Gustavo Enrique Aberg, que projetou a nova fachada da Casa de Governo. Aberg distinguiu o prédio ao incluir uma sacada do tipo lógia com cinco arcos. Atrás dessa fachada de estilo italiano, a antiga estrutura herdada do forte ainda permaneceu em pé por algum tempo.
Somente em 1885 foi iniciado um plano integrado para unificar a sede da Presidência em um edifício monumental. O projeto teve início com a construção de um corpo central com pórtico monumental, projetado pelo arquiteto italiano Francisco Tamburini, que fechava a rua que separava os dois prédios existentes. Em seguida, procedeu-se à demolição do restante da antiga Casa dos Vice-reis, permitindo a ampliação do edifício de 1882 até alcançar o rio e a rua Rivadavia, onde se estabeleceu a nova Entrada de Honra. No interior, foi criado um pátio com ladrilhos vermelhos, mais tarde transformado no atual Pátio das Palmeiras.
A ampliação avançou por etapas. Inicialmente, parte do edifício dos Correios construído por Domingo Faustino Sarmiento foi demolida, e o setor restante foi adaptado para igualar-se, em número de andares, ao novo bloco erguido sobre a rua Rivadavia. Finalmente, a obra foi concluída na década de 1890, com a construção da fachada posterior voltada para o rio. Em 1894, com a demolição da Aduana de Taylor, foi inaugurada nesse local a atual Praça Colón.

## Vestígios do forte na Casa Rosada

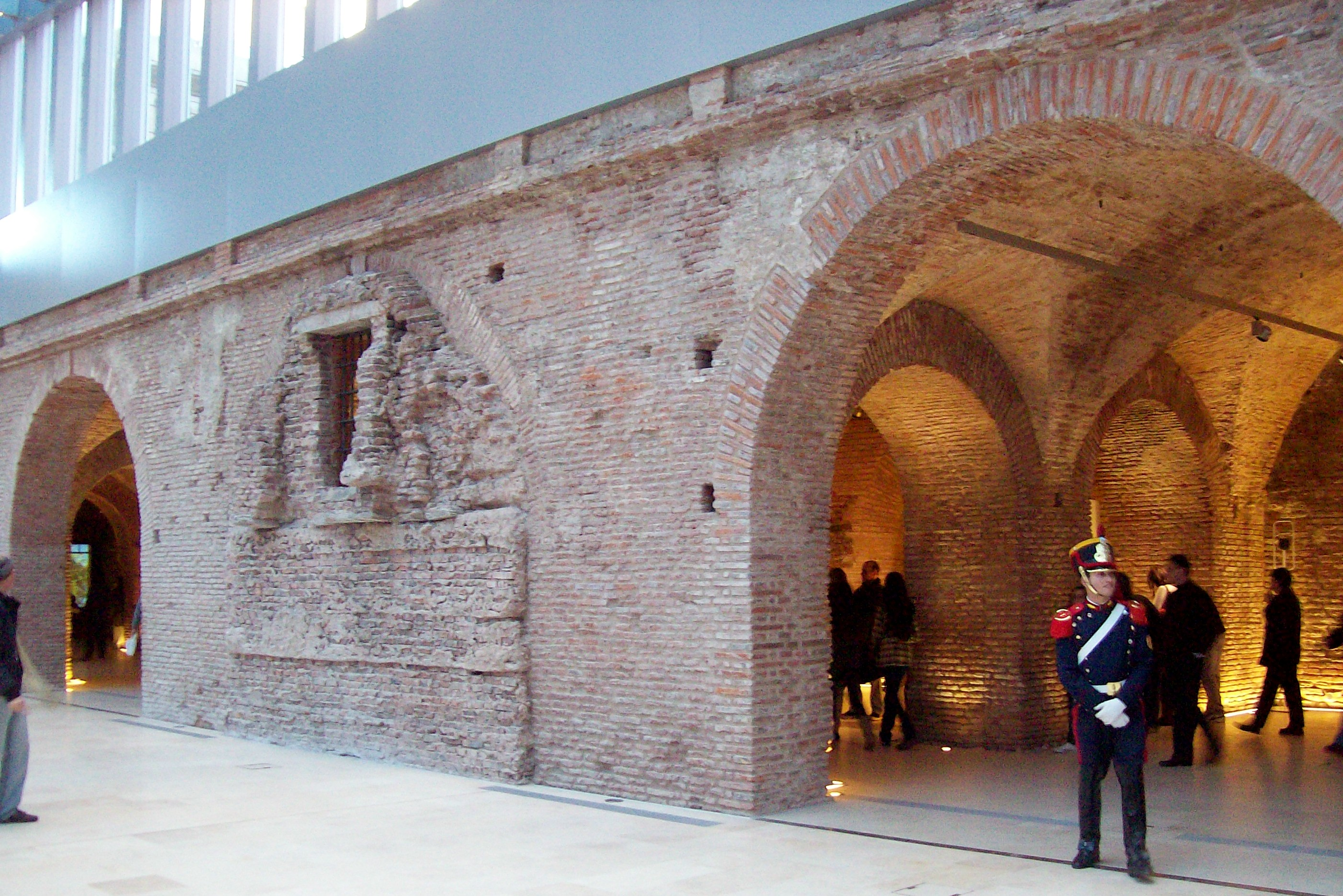
Museu da Casa Rosada.

Parte da antiga construção do forte voltada para a rua Hipólito Yrigoyen foi descoberta em 1938, quando se demoliu a fachada da Casa de Governo para ampliar a via.
Em 1942, novos vestígios do forte e da antiga Aduana Nova (demolida em 1891) foram encontrados durante as obras de instalação de um tubo coletor de águas pluviais por parte da equipe da Obras Sanitárias da Nação no Paseo Colón. A Comissão Nacional de Museus, Monumentos e Lugares Históricos decidiu pela preservação dos achados, promovendo a escavação de terra e entulhos. Em 12 de outubro de 1957, foi inaugurado um museu in situ, a 15 metros de profundidade. O acesso ao local é feito por uma antiga escadaria, localizada no lado leste da Casa de Governo.
Por volta de 1970, descobriu-se uma troneira e trechos do paredão do forte voltado para o antigo litoral do rio, soterrado durante a construção da Aduana. Em 1982, foi possível resgatar o «Pátio de Manobras» da antiga Aduana, permitindo a ampliação da área visitável. O público em geral pode conhecer esses vestígios acessando o Museu da Casa Rosada, situado na parte posterior do edifício, com entrada pelas ruas Hipólito Yrigoyen e Paseo Colón.
Também estão em exibição objetos que pertenceram ao forte, como o escudo, a fechadura e a chave do antigo portão de ferro.